# Magnus Hedman
Magnus Hedman (født 19. marts 1973 i Huddinge, Sverige) er en tidligere svensk fodboldspiller, der spillede som målmand hos flere europæiske klubber, samt for Sveriges landshold. Af hans klubber kan blandt andet nævnes AIK Stockholm i hjemlandet, Coventry i England, samt skotske Celtic.
Hedman blev i år 2000 kåret til Årets fodboldspiller i Sverige.

## Landshold
Hedman spillede over en periode på otte år, mellem 1997 og 2005, 58 kampe for Sveriges landshold. Han deltog ved VM i 1994, EM i 2000, VM i 2002 samt EM i 2004.